# Ариано нел Полезине
Ариа̀но нел Полѐзине (на италиански: Ariano nel Polesine, на местен диалект Ariàn, Ариан) е малко градче и община в Северна Италия, провинция Ровиго, регион Венето. Разположено е на 2 m надморска височина. Населението на общината е 4407 души (към 2012 г.).